# 전략물자관리시스템
전략물자관리시스템은 대한민국 정부와 기업의 효율적인 전략물자관리제도 이행을 도모하고, 전략물자 해당 여부 판정부터 수출허가 발급까지의 업무를 원스톱 해결할 수 있도록 구축한 온라인 시스템이다. 전략물자관리시스템은 2005년 지식경제부에 의해 개통되었으며, 대한민국 무역(Trade)산업을 지원하겠다는 정부의 강한 의지(Yes)를 뜻하는 YesTrade로 불리고 있다.
기업은 YesTrade를 통해 제도와 관련한 법령 및 국내외 동향, 기타 자료들을 열람해 볼 수 있으며, 자가판정 도구를 이용해 취급 물품의 전략물자 해당 여부를 판정해 볼 수 있다. 기업이 스스로 판정하기 어려운 물품에 대해서는 전문기관(전략물자관리원)에 사전 판정을 신청할 수도 있고, 전략물자를 수출하는 경우에는 온라인으로 수출허가 신청이 가능하다. 전략물자가 아닌 물품을 수출하는 경우에도 웹상에서 상황허가대상품목 및 수입자의 우려거래대상자 해당 여부 등을 조회하여 해당될 경우 상황허가를 신청할 수 있다.
YesTrade는 통일부와 방위사업청과도 연계해 대북반출물자 사전판정 및 방산물자 수출허가 등 민원업무를 처리하고 있으며, 전략물자 수출자 및 수출품에 관한 정보를 관세청과 공유하고 있어 기업이 통관시 별도로 전략물자 관련 서류를 제출할 필요가 없다.
2008년도에는 YesTrade내에 e교육관을 신설하여 전략물자 품목 및 제도에 관련한 다양한 동영상 강의뿐 아니라, e라이브러리, 커뮤니티 등의 기능을 제공하고 있다.